# Pinckneyville
Pinckneyville é uma cidade localizada no estado americano de Illinois, no Condado de Perry.

## Demografia
Segundo o censo americano de 2000, a sua população era de 5464 habitantes.
Em 2006, foi estimada uma população de 5460, um decréscimo de 4 (-0.1%).

## Geografia
De acordo com o United States Census Bureau tem uma área de
8,2 km², dos quais 8,2 km² cobertos por terra e 0,0 km² cobertos por água. Pinckneyville localiza-se a aproximadamente 141 m acima do nível do mar.

## Localidades na vizinhança
O diagrama seguinte representa as localidades num raio de 20 km ao redor de Pinckneyville.